# Contea di Yi (Hebei)
La contea di Yi (易县S, Yì XiànP) è una contea della Cina, situata nella provincia di Hebei e amministrata dalla prefettura di Baoding.